# Strosse

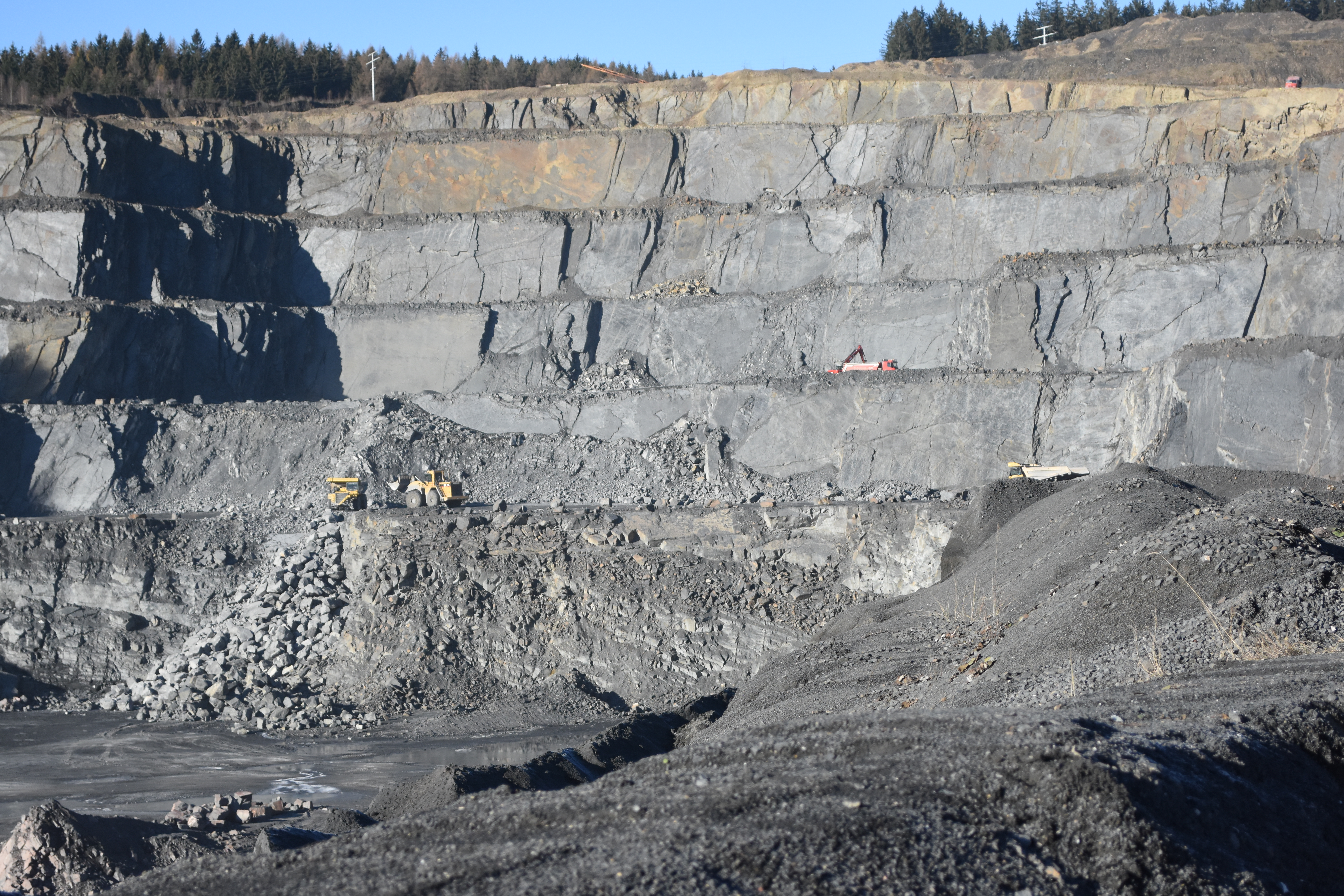
Grauwacke mit einer Mächtigkeit bis zu 120 m; der Abbau erfolgt auf fünf Strossen im Bohr- und Sprengverfahren.

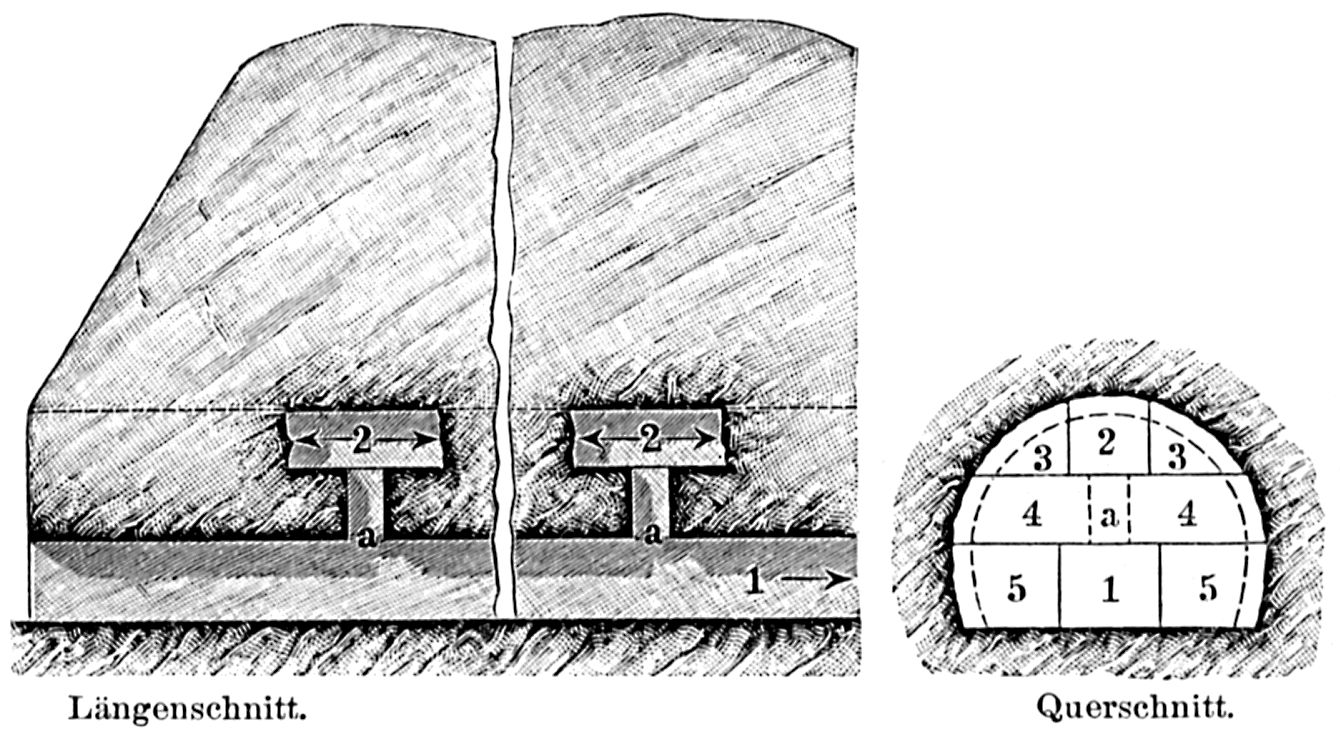
Strosse (4) im Tunnelbau (Meyers Großes Konversations-Lexikon 1905)

Die Strosse ist im untertägigen Bergbau beim von oben nach unten vorgehenden Abbau ein Absatz, der in die Sohle des Stollens oder Abbauhohlraums gehauen wird. Im Tagebau sind die Strossen horizontal verlaufende Ebenen, die die Funktion von Arbeitsebenen für die dort eingesetzten Tagebaugeräte annehmen, welche auf ebendiesen Ebenen zur Gewinnung, zum (Be- und Ent-)Laden und Transportieren oder zur Verkippung eingesetzt werden. Im Tunnelbau ist die Strosse ein Gesteinsabsatz, der sich bei bestimmten Vortriebstechniken zwischen dem oberen Gewölbe (Kalotte) und dem unteren Teil der Tunnelwand (Widerlager) befindet.

## Strossenbau
Beim so genannten Strossenbau, der etwa im Harz bis Anfang des 19. Jahrhunderts vielfach angewendet wurde, wurde ein seigerer oder tonnlägiger Schacht nach unten vorgetrieben. Während des Schachtvortriebs wurde der Erzgang vom gerade freigelegten Abschnitt des Schachtes nach beiden Seiten auf Absätzen abgebaut, den Stößen oder Strossen.

## Tunnelbau
Im Tunnelbau wird auf gleiche Weise wie im Bergbau das Gestein unter dem zuerst hergestellten oberen Teil des Gewölbes nach unten hin abgebaut, der Abbau wird dabei vor der Ortsbrust in eine oder mehrere Strossen unterteilt.